# Harlem (Georgia)
Harlem is een plaats (city) in de Amerikaanse staat Georgia, en valt bestuurlijk gezien onder Columbia County. Het is bekend als geboorteplaats van Oliver Hardy en het heeft een Laurel & Hardy-museum.

## Demografie
Bij de volkstelling in 2000 werd het aantal inwoners vastgesteld op 1814.
In 2006 is het aantal inwoners door het United States Census Bureau geschat op 1802, een daling van 12 (-0,7%).

## Geografie
Volgens het United States Census Bureau beslaat de plaats een oppervlakte van
6,5 km², geheel bestaande uit land. Harlem ligt op ongeveer 167 m boven zeeniveau.

## Stedenbanden
- Ulverston (Verenigd Koninkrijk)

## Plaatsen in de nabije omgeving
De onderstaande figuur toont nabijgelegen plaatsen in een straal van 24 km rond Harlem.

## Geboren
- Oliver Hardy (1892-1957), acteur